# غوستافو غيلين
غوستافو غيلين ممثل أرجنتيني تلفزيوني (بوينس آيرس 1962 - لا بلاتا 2020) اسمه الحقيقي غوستافو هيكتور داسو ، بدأ مشواره في التلفزيون عام 1987 كان أبرز مشاركته الدرامية مسلسل مانويلا ومسلسل اللؤلؤة السوداء.